# Ormetica fulgurata
Ormetica fulgurata är en fjärilsart som beskrevs av Butler 1876. Ormetica fulgurata ingår i släktet Ormetica och familjen björnspinnare. Inga underarter finns listade i Catalogue of Life.